# Andreas Buttler
Andreas Buttler (* 17. Mai 1966 in Oberhausen) ist ein deutscher Schauspieler.

## Werk
Andreas Buttler spielte neben Heinz Hoenig, die Hauptrolle in dem Film Der Drücker. Dafür erhielt er 1987 den Adolf-Grimme-Preis mit Silber (zusammen mit Uwe Frießner und Bernhard Pfletschinger).

## Leben
Neben dem Schauspiel hat er sich früh der Musik gewidmet. 1995 nahm er zusammen mit Musikern wie Jörg Michael, Jens Frank und Tony Spagone das Rock-Album Achterbahn auf. 2005 veröffentlichte er sein Album Mehr als 1 Gesicht.
Buttler ist der Sänger der Band Stimmkraft. Für das Mastering und die Produktion seiner Alben im Crownhyll-Studio in Oberhausen zeichnet Rudy Kronenberger verantwortlich, der schon für Doro Pesch, Warrant, Headhunter u. v. a. tätig war.
Seit 2004 hat Buttler ein Buch zum Thema Spiritologie verfasst, welches 2008 als Book-on-Demand erschienen ist.

## Buch
- Spiritologie. Verlagshaus Monsenstein und Vannerdat, Münster 2008, ISBN 978-3-86582-694-7.